# Maître de la Passion de Vienne
Le Maître de la Passion de Vienne (fl. 1460-1470) est un graveur anonyme italien du XVe siècle.

## Biographie
Le Maître de la Passion de Vienne est l'un des représentants de la gravure florentine primitive de cette époque, en particulier de la manière fine. 

## Œuvre
Il a gravé 10 planches sur le thème de la Passion du Christ, mais on ne connaît que les épreuves conservées à Vienne (à l'Albertina), d'où le nom de convention.
Il a également illustré l'ouvrage Trionfi de Pétrarque (1460-1465), premier texte littéraire à être illustré de gravures en taille-douce (6 au total). Deux de ces gravures, des entourages, sont conservés à l'Albertina de Vienne ; leur paternité, quoique discutée, semble en attribuer une — Le Triomphe de la Chasteté — au Maître de la Passion de Vienne, de par sa finesse.